# Entylomatales
Entylomatales R. Bauer & Oberw. – rząd grzybów z klasy płaskoszy (Exobasidiomycetes). Mikroskopijne grzyby pasożytnicze.

## Charakterystyka
Grzyby pasożytnicze, endobionty atakujące tylko rośliny dwuliścienne. W strzępkach grzybni są przegrody z prostymi doliporami obustronnie nakrytymi kapturkami. Ustilospory powstają w tkankach liści porażonych roślin. Nie są zebrane w kłębki, lecz tworzą nieregularne skupiska. Tworzą się na napęczniałych końcach bocznych, krótkich rozgałęzień lub śródstrzępkowo. W ustilosporach następuje kariogamia, następnie kiełkują one tworząc jednokomórkową przedgrzybnię, do której przechodzi diploidalne jądro. Ulega mejozie, po czym powstałe haploidalne jądra przemieszczają się do powstających na szczycie przedgrzybni czterech sporydiów. Zróżnicowane jądra (+ i -) łączą się z sobą poprzez mostki kopulacyjne. Powstaje dikariotyczna grzybnia, która wytwarza bezpłciowo zarodniki konidialne. Powstają one bezpośrednio na strzępkach wyrastających nad powierzchnią liści, zazwyczaj przez aparaty szparkowe, lub między komórkami skórki. Mają one zdolność infekowania roślin, a u niektórych gatunków (np. u Entyloma ficariae) pełnią główną rolę w infekowaniu żywiciela.
Wśród roślin uprawnych w Polsce jest jedna choroba spowodowana przez gatunki z rzędu Entylomatales – głownia dalii wywołana przez Entyloma dahliae. Entyloma calendulae atakuje nagietki, Entylopa bellidis stokrotki, Entylopa microsporum jaskry.

## Systematyka i nazewnictwo
Pozycja w klasyfikacji według Index Fungorum: Entylomatales, Exobasidiomycetidae, Exobasidiomycetes, Ustilaginomycotina, Basidiomycota, Fungi.
Takson ten wprowadzili w 1874 r. Robert Bauer i Franz Oberwinkler. Genetyczne badania Begerowa i in. w 2002 r. wykazały, monifiletyczne pochodzenie zaliczanych do niego gatunków. Jest to takson monotypowy z jedną tylko rodziną i dwoma rodzajami.
- rodzina Entylomataceae R. Bauer & Oberw. 1997
  - rodzaj Entyloma de Bary 1874
  - rodzaj Tilletiopsis Derx 1948[4].